# Leon J. Wood
Leon James Wood (1918 – 1977) è stato un teologo e biblista statunitense.
Pubblicò uno dei pochi libri in merito all'opera dello Spirito Santo nell'Antico Testamento, in contrapposizione al Nuovo. Wood scrisse: "L'evidenza che il rinnovamento spirituale, o rigenerazione, era vera per il popolo dell'Antico Testamento, è dimostrata principalmente in due modo: una è che questo popolo viveva in un modo possibile solo a coloro che avevano sperimentato la rigenerazione; l'altro è il percorso di deduzione logica che getta luce sull'Antico Testamento muovendo dalla verità del Nuovo".

## Biografia
Dopo aver completato il Seminario Teologico Calvinista, si iscrisse all'Istituto di Studi Orientali di Chicago e all'Università di New York, formandosi per un periodo in Israele. Conseguì il PhD all'Università statale del Michigan.
Dal 1946 al 1975, Wood fu docente di Sacra Scrittura e decano del Seminario Teologico di Gran Rapids nel Michigan, che nel '77 fu intitolato alla sua memoria.

Dal '73 al '78, collaborò col gruppo di traduttori e curatori della Nuova Versione internazionale della Bibbia.

## Pensiero
Interpretando 2 Tessalonicesi 2:7, asserì che lo Spirito Santo non può abbandonare la sua Chiesa, ma che la Sua opera differisce dal passato in quanto non avrà più cura di fermare la diffusione dei peccati nel mondo: secondo la Scrittura, lo Spirito Santo Dio è onnipresente e necessario fino al Rapimento della Chiesa e alla Grande Tribolazione, per rivelare e fare dono di una nuova vita "a coloro che credono in Cristo come loro Salvatore" .
Wood aderì alla scienza creazionista, sostenendo la completa ispirazione divina della Bibbia.

## Opere
Alcune di queste opere sono state tradotte in altre lingue, tra cui lo spagnolo.
- The Bible and Future Events (Grand Rapids: Zondervan, 1973) ISBN 0-310-34701-7
- Commentary on Daniel (Grand Rapids: Zondervan, 1975) ISBN 0-310-34711-4
- The Distressing Days of the Judges (Grand Rapids: Zondervan, 1981) ISBN 0-310-34730-0
- Elijah: Prophet of God
- Genesis: A Study Guide (Grand Rapids: Zondervan, 1976) ISBN 0-310-34743-2
- The Holy Spirit in the Old Testament (Grand Rapids: Zondervan, 1976) Alibris ID: 8615080922
- Israel's United Monarchy (Grand Rapids: Baker Bookhouse, 1979) ISBN 0-8010-9622-7
- The Prophets of Israel (Grand Rapids: Baker Bookhouse, 1979) ISBN 0-8010-2198-7
- A Shorter Commentary on Genesis (Wipf & Stock, 1998) ISBN 1-57910-140-2 (ristampa dell'edizione del '75)
- A Survey of Israel's History (Grand Rapids: Zondervan, 1970) ISBN 0-310-34760-2